# Stefan Cohnen
Stefan Cohnen (Sittard, 4 de desembre de 1982) va ser un ciclista neerlandès, que fou professional entre 2003 i 2012.

## Palmarès
- 2004
  - Vencedor d'una etapa al FBD Insurance Rás
- 2005
  - Vencedor d'una etapa a la Volta al llac Qinghai
- 2010
  - Vencedor d'una etapa a la Fletxa del Sud